# 14119 Johnprince
14119 Johnprince è un asteroide della fascia principale. Scoperto nel 1998, presenta un'orbita caratterizzata da un semiasse maggiore pari a 2,3807653 UA e da un'eccentricità di 0,1266412, inclinata di 5,85355° rispetto all'eclittica.
L'asteroide è dedicato all'insegnante americano John E. Prince.